# Scelio semirufus
Scelio semirufus är en stekelart som beskrevs av Muesebeck 1972. Scelio semirufus ingår i släktet Scelio och familjen Scelionidae. Inga underarter finns listade i Catalogue of Life.